# 英数字
英数字（えいすうじ、英: alphanumeric）とは、アルファベット (alphabetic) と数字 (numeric) をまとめた概念であり、通常西洋でよく使われるラテン文字とアラビア数字の集合を指す。大文字・小文字を区別しない場合は36文字、区別する場合は62文字が含まれる。英数字は 0 から 9 の数字と、A から Z の文字から成る。
日本では、さらにいわゆる半角カナを加えた英数カナあるいは ANK (Alpha-Numeric Kana) という言葉もある。

## 情報処理
英数字のみなら6ビットで1文字を表せるため、一般的な8ビットのASCII文字で格納するよりもずっと小さくなる。英数カナの場合は8ビットを必要とする。
ただし英数字を6ビットで表す標準規格は存在しない。大文字/小文字を区別しなければ英数字は36文字であり、6ビットでも28文字分の余裕がある。そこに各種記号を入れれば、ウェブサイトのアドレスを表現できる。

## ユーザインタフェースにおける英数字のサブセット
英数字による文字列を人間が解釈する場合、曖昧さが生じることがある。特に明らかなのは、I および O が 1 および 0 とよく似ている点である。そこで用途によっては英数字のサブセットを使って曖昧さを排除することがある。
旅客機の座席番号は列を表す番号と行を表す文字で構成されている。幅が広い機体では、1列に10の席が並ぶことがあり、ABC-DEFG-HJK と文字が割り当てられている。つまり、1 と間違えないように I をスキップしている。
自動車製造業者が使う車両識別番号では、I、O、Q をスキップし、1 および 0 と間違う可能性を排除している。
V.35/M34のコネクタにはピン毎に小さな文字が浮き彫りになっている。そこでは G、I、O、Q が C、1、0 と見間違う可能性を考慮して排除されている。このサブセットは最初に使ったのがDECであることから、DECアルファベットと呼ばれている。
手書きされることが多い用途では、IとOに加えて、V が U と、Z が 2 と似ているということで排除されることがある。

## その他の用法
アニメ『リブート』では "alphanumeric" はエンゾが感嘆詞として使っており、"cool!" あるいは "awesome!" のような意味になっていた。"Talent Night" というエピソードでは "everything is all right"（問題なし）という意味で使われていた。